# Uloborus kerevatensis
Espèce
Synonymes
- Uloborus albolineatus Opell, 1982 nec Mello-Leitão, 1941

Uloborus kerevatensis est une espèce d'araignées aranéomorphes de la famille des Uloboridae.

## Distribution
Cette espèce est endémique de Nouvelle-Bretagne en Papouasie-Nouvelle-Guinée,. Elle se rencontre vers Kerevat.

## Description
La femelle holotype mesure 2,40 mm.

## Étymologie
Son nom d'espèce, composé de kerevat et du suffixe latin -ensis, « qui vit dans, qui habite », lui a été donné en référence au lieu de sa découverte, Kerevat.

## Publications originales
- Opell, 1991 : Uloborus kerevatensis, new name for Uloborus albolineatus Opell, 1982 (Arachnida, Araneae, Uloboridae). Bulletin of the British Arachnological Society, vol. 8, no 9, p. 287.
- Lubin, Opell, Eberhard & Levi, 1982 : Orb plus cone-webs in Uloboridae (Araneae), with a description of a new genus and four new species. Psyche, vol. 89, p. 29-64 (texte intégral).